# سيغفريد فينك
سيغفريد فينك (بالألمانية: Siegfried Fink)‏ هو ملحن ألماني، ولد في 8 فبراير 1928 في تسيربست في ألمانيا، وتوفي في 3 مايو 2006 في فورتسبورغ في ألمانيا.

## وصلات خارجية
- سيغفريد فينك على موقع ميوزك برينز (الإنجليزية)
- سيغفريد فينك على موقع أول ميوزيك (الإنجليزية)
- سيغفريد فينك على موقع ديسكوغز (الإنجليزية)